# Оленівська сільська рада (Магдалинівський район)
Оле́нівська сільська́ ра́да — колишній орган місцевого самоврядування в Магдалинівському районі Дніпропетровської області. Адміністративний центр — село Оленівка.

## Загальні відомості
- Населення ради: 1 427 осіб (станом на 2001 рік)

## Населені пункти
Сільській раді підпорядковані населені пункти:
- с. Оленівка

## Склад ради
Рада складається з 16 депутатів та голови.
- Голова ради: Чекмез Наталія Миколаївна
- Секретар ради: Скочко Лариса Володимирівна

### Керівний склад попередніх скликань
| Прізвище, ім'я, по батькові | Основні відомості                                                          | Дата обрання | Дата звільнення |
| --------------------------- | -------------------------------------------------------------------------- | ------------ | --------------- |
| Чекмез Наталя Миколаївна    | Сільський голова, 1963 року народження, член Соціалістичної партії України | 26.03.2006   | 31.10.2010      |
| Чекмез Наталія Миколаївна   | Сільський голова, 1963 року народження, освіта вища, член Партії регіонів  | 31.10.2010   |                 |

Примітка: таблиця складена за даними сайту Верховної Ради України

### Депутати
За результатами місцевих виборів 2010 року депутатами ради стали:

#### За суб'єктами висування
| Суб'єкт висування                                   | Кількість обраних депутатів | %    |
| --------------------------------------------------- | --------------------------- | ---- |
| Партія регіонів                                     | 10                          | 62,5 |
| Комуністична партія України                         | 2                           | 12,5 |
| Народна партія                                      | 2                           | 12,5 |
| Політична партія Всеукраїнське об'єднання «Громада» | 1                           | 6,3  |
| Самовисування                                       | 1                           | 6,3  |

#### За округами
| № округу                                            | Прізвище, ім'я, по батькові    | Дата визнання обраним | Освіта             | Партійна приналежність                                      | Відомості про обраного депутата                                  |
| --------------------------------------------------- | ------------------------------ | --------------------- | ------------------ | ----------------------------------------------------------- | ---------------------------------------------------------------- |
| Комуністична партія України                         |                                |                       |                    |                                                             |                                                                  |
| 1                                                   | Башмаков Василь Петрович       | 05.11.2010            | середня спеціальна | член Комуністичної партії України                           | Оленівська сільська рада, землевпорядник                         |
| 7                                                   | Проскурня Сергій Миколайович   | 05.11.2010            | середня спеціальна | член Комуністичної партії України                           | "Агро – Овен", енергетик                                         |
| Народна Партія                                      |                                |                       |                    |                                                             |                                                                  |
| 3                                                   | Башмак Валентина Леонідівна    | 05.11.2010            | середня спеціальна | член Народної партії                                        | "Агро-Овен", завідувачка готелю                                  |
| 8                                                   | Левченко Валентина Андріївна   | 05.11.2010            | вища               | член Народної партії                                        | "Агро – Овен", інженер з охорони праці                           |
| Партія регіонів                                     |                                |                       |                    |                                                             |                                                                  |
| 2                                                   | Бажан Микола Васильович        | 05.11.2010            | вища               | член Партії регіонів                                        | Оленівська загальноосвітня школа, вчитель                        |
| 4                                                   | Падалка Микола Дмитрович       | 05.11.2010            | середня спеціальна | член Партії регіонів                                        | "Агро – Овен", директор по рослинництву                          |
| 5                                                   | Булік Олександр Кирилович      | 09.01.2011            | вища               | член Партії регіонів                                        | АПК, завідувач інспекції маркетингу якості                       |
| 6                                                   | Коршунова Олена Іванівна       | 05.11.2010            | середня спеціальна | член Партії регіонів                                        | приватне підприємство, продавець                                 |
| 9                                                   | Лобанова Світлана Василівна    | 05.11.2010            | вища               | член Партії регіонів                                        | Оленівська загальноосвітня школа, директор школи                 |
| 10                                                  | Конопенко Тетяна Олександрівна | 05.11.2010            | вища               | член Партії регіонів                                        | "Агро – Овен", директор репродуктивного комплексу                |
| 11                                                  | Цвєткова Валентина Анатоліївна | 05.11.2010            | вища               | член Партії регіонів                                        | "Агро – Овен", завплемзаводом                                    |
| 12                                                  | Киричок Валентина Василівна    | 05.11.2010            | середня спеціальна | член Партії регіонів                                        | "Агро – Овен", зоотехнік                                         |
| 15                                                  | Головенько Михайло Михайлович  | 05.11.2010            | середня спеціальна | член Партії регіонів                                        | "Агро – Овен", тракторист–машиніст                               |
| 16                                                  | Скочко Лариса Володимирівна    | 05.11.2010            | середня спеціальна | член Партії регіонів                                        | Оленівська сільська рада, секретар                               |
| Політична партія Всеукраїнське об’єднання "Громада" |                                |                       |                    |                                                             |                                                                  |
| 14                                                  | Лобанов Сергій Миколайович     | 05.11.2010            | середня спеціальна | член Політичної партії Всеукраїнського об'єднання "Громада" | "Агро – Овен", зварювальник                                      |
| Самовисування                                       |                                |                       |                    |                                                             |                                                                  |
| 13                                                  | Міщук Марія Степанівна         | 05.11.2010            | середня спеціальна | член Партії регіонів                                        | Оленівська сільська рада, начальник військового облікового столу |